# Исфаханская школа миниатюры

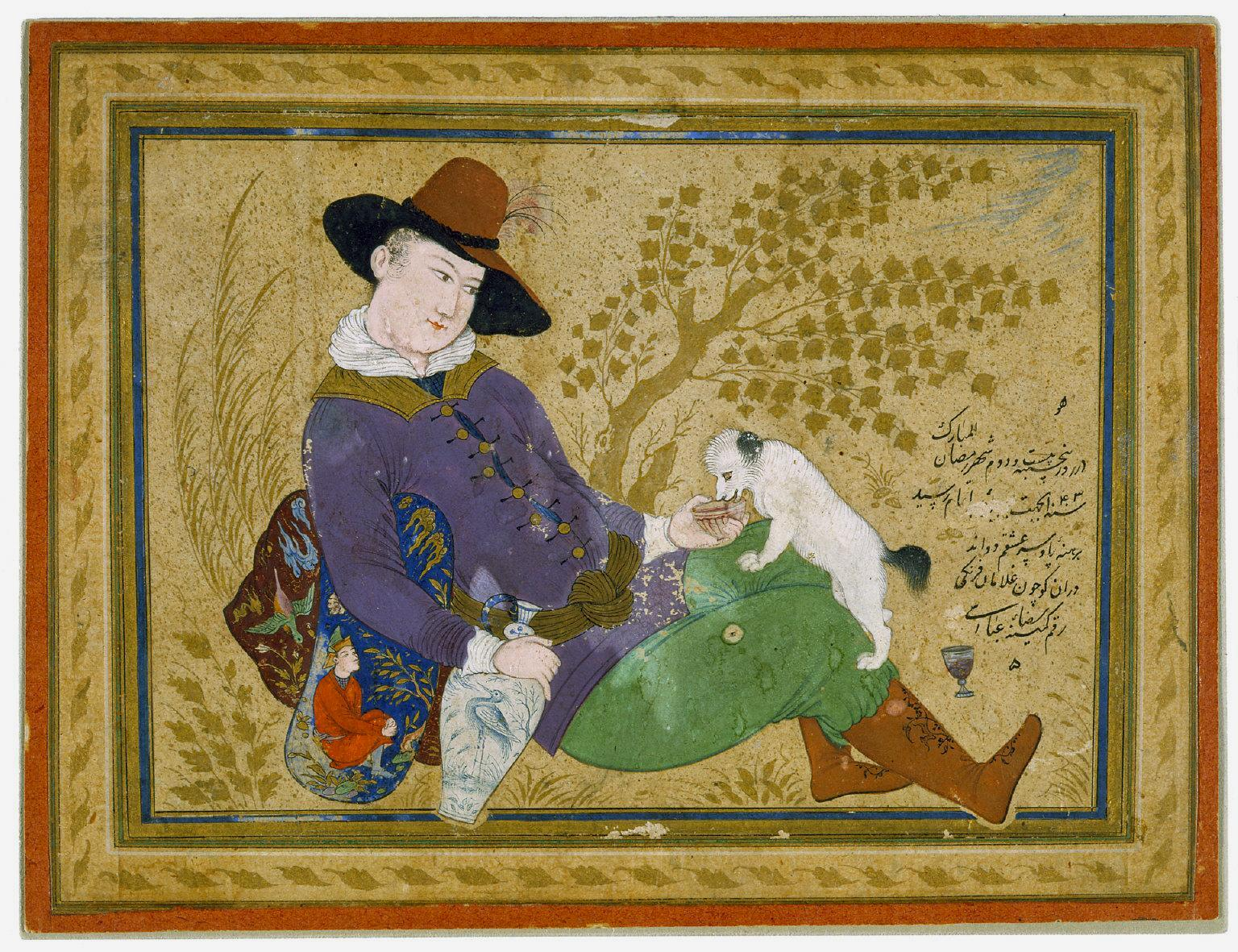
Риза-йи-Аббаси. Молодой португалец, поящий собаку вином. 1634 г. Детройт, Институт Искусств.

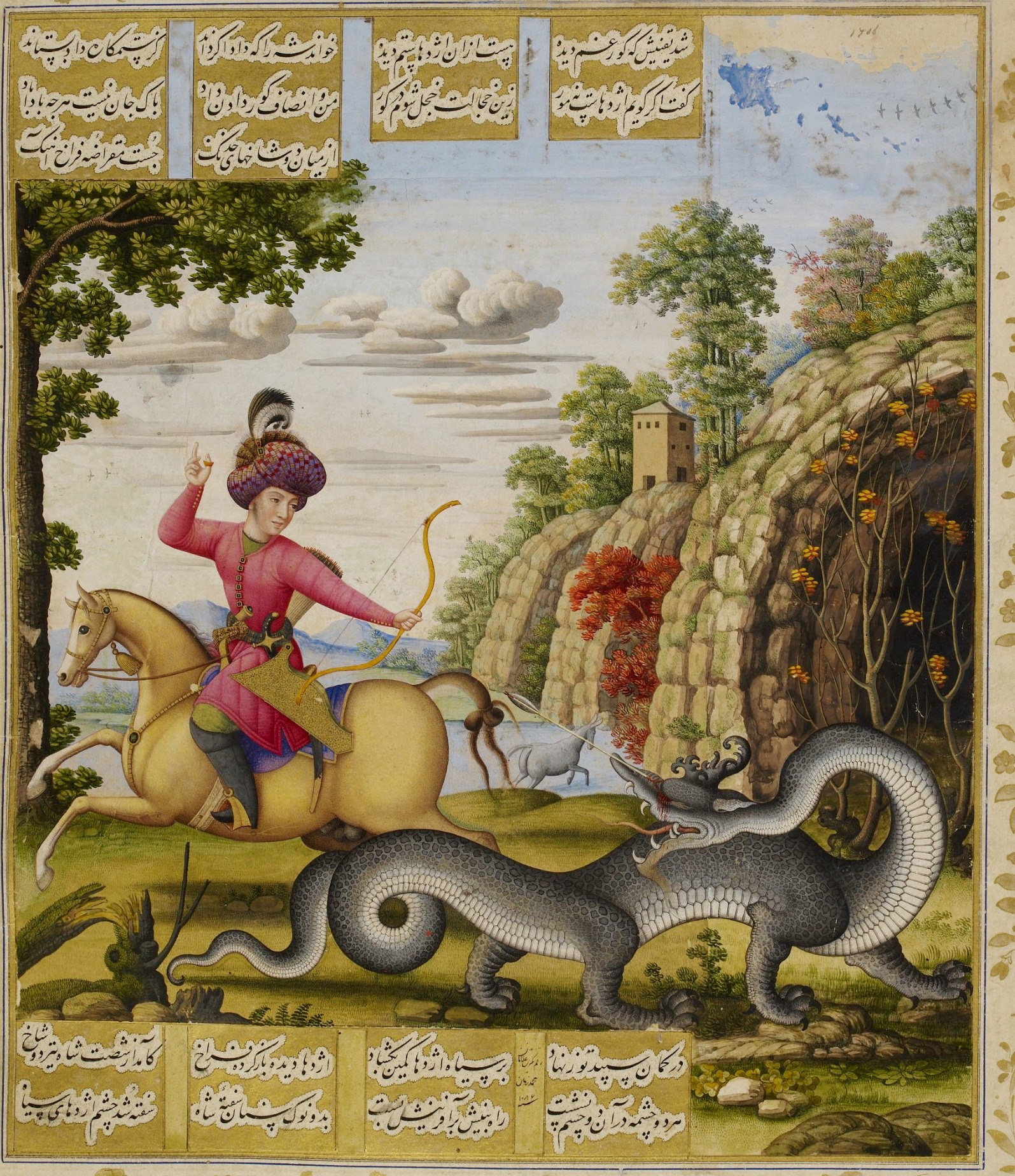
Мохаммед Заман. «Бахрам Гур и дракон». 1675—1676. Британский музей. Лондон.

Исфаханская школа миниатюры (перс. مکتب فلسفی اصفهان‎) — школа персидской миниатюрной живописи, зародившаяся в городе Исфахан, Иран на рубеже XVI—XVII вв. при дворе шаха Аббаса I, ведущая школа художеств, Ирана в XVII веке. В Исфаханской школе наряду с книжной иллюстрацией широко распространены портретные и жанровые миниатюры на отдельных листах, собираемых в альбомы. Главным средством выражения стал каллиграфически отточенный виртуозный рисунок с лёгкой подцветкой, придающей фигурам пластичность, объёмность и живость движения. Вместе с тем в миниатюре Исфаханской школы сохранились традиционные черты: тончайшая разработка деталей, широкое использование золота (в фонах и орнаментах одежд). Основоположником Исфаханской школы миниатюры был Риза-йи-Аббаси.
В миниатюрах художников середины и 2-й половины XVII века (Мухаммад Касим, Афзаль ал-Хусейни, Мухаммад Юсуф, Мухаммад Али) фигуры становятся крупнее, пейзаж получает более реалистичную трактовку. В 1670-е гг. появилось новое направление, сложившееся под влиянием европейской живописи. Его представители (художники Мухаммад Заман, Али-Кули Джаббадар и др.) в своих произведениях применяли светотеневую моделировку лиц и одежд, линейную и воздушную перспективу в изображении пейзажных фонов, нередки сюжеты из христианской мифологии. К началу XVIII в. это европеизирующее направление становится преобладающим.